# Polypedilum wirthi
Polypedilum wirthi är en tvåvingeart som beskrevs av Freeman 1961. Polypedilum wirthi ingår i släktet Polypedilum och familjen fjädermyggor. Inga underarter finns listade i Catalogue of Life.